# Куриленко, Виктор Харитонович
Виктор Харитонович Куриленко — советский хозяйственный, государственный и политический деятель.

## Биография
Родился в 1924 году в селе Краснопавловка. Член КПСС.
Участник Великой Отечественной войны, сапёр сапёрного взвода 990-го стрелкового Сталинского полка 230-й стрелковой дивизии 5-й Ударной армии. С 1948 года — на хозяйственной, общественной и политической работе. В 1948—1994 гг. — мастер, инженер, начальник цеха Никопольского Южно-Трубного металлургического завода имени 50-летия Великой Октябрьской социалистической революции.
За разработку и внедрение машин, механизмов и приборов для автоматизации и интенсификации трубного производства был в составе коллектива удостоен Государственной премии СССР в области техники 1971 года.
Умер 12 марта 1987 года в г. Никополе, Днепропетровской области, Украина.